# Microtus savii niethammericus
Microtus savii niethammericus is een ondersoort van Savi's woelmuis (Microtus savii) die voorkomt in de hooglanden van Gargano (Apulia, Italië), en mogelijk verder naar het zuiden, minstens tot Metaponto (Potenza). De ondersoort is genoemd naar de bioloog J. Niethammer, die als eerste de speciale kenmerken van de woelmuizen van Gargano opmerkte.
Deze ondersoort heeft zes mammae, 54 chromosomen en een FN van 60. De derde en eerste bovenkies (M3 en 1) van M. s. niethammericus verschillen sterk van die van omringende populaties.